# Église Sainte-Croix (Rostov-sur-le-Don)
L’église Sainte-Croix ou Sourb Khatch (en arménien : Սուրբ Խաչ եկեղեցի, en russe : Церковь Сурб Хач) est une église arménienne de Rostov-sur-le-Don (oblast de Rostov). Construite de 1786 à 1792 c’est un des bâtiments survivants du monastère Sainte-Croix (nommé ainsi en souvenir du monastère Sainte-Croix de Sourkhat en Crimée).

## Histoire
La communauté arménienne de Nakhitchevan-sur-le-Don était composée d’Arméniens venu du Caucase et de Crimée. En souvenir du monastère Sainte-Croix en Crimée ils érigent non loin de Nakhitchevan-sur-le-Don un monastère également dédié à la sainte Croix. La construction de l’église du monastère dure six ans, de 1786 à 1792. Un clocher vient la compléter en 1862. Le monastère comprenait un séminaire et une des premières typographies du sud de la Russie.
L’église de style néoclassique a une forme rectangulaire et est couronnée par une coupole. Un ancien khatchkar arménien du VIe siècle orne l’église, il provient du monastère de Crimée où il se trouvait pendant cinq siècles. En contrebas de l’église Sainte-Croix se trouve la source Tchorkhakh dans un bâtiment de 1862.
Le monastère est fermé en 1931, ses bâtiments sont utilisés comme entrepôts par le sovkhoze local.
Des travaux de restauration ont lieu dans les années 1968-1972, le bâtiment de l’église Sainte-Croix devient alors une filiale du musée de l’amitié russo-arménienne de Rostov.
Les services religieux reprennent en 2000, le bâtiment est rendu à l’église apostolique arménienne en mars 2007.

## Galerie

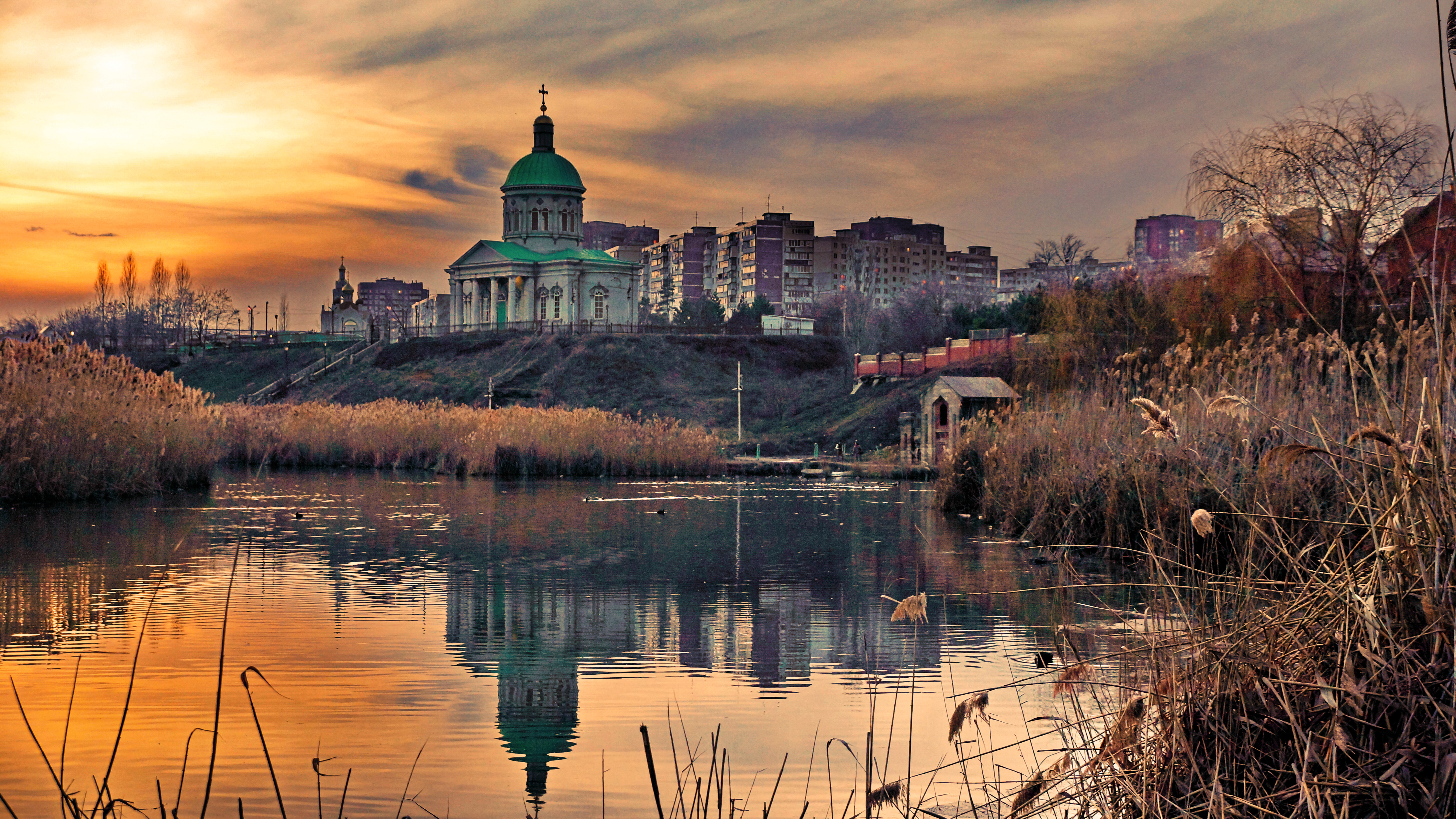
Vue d’ensemble du monastère
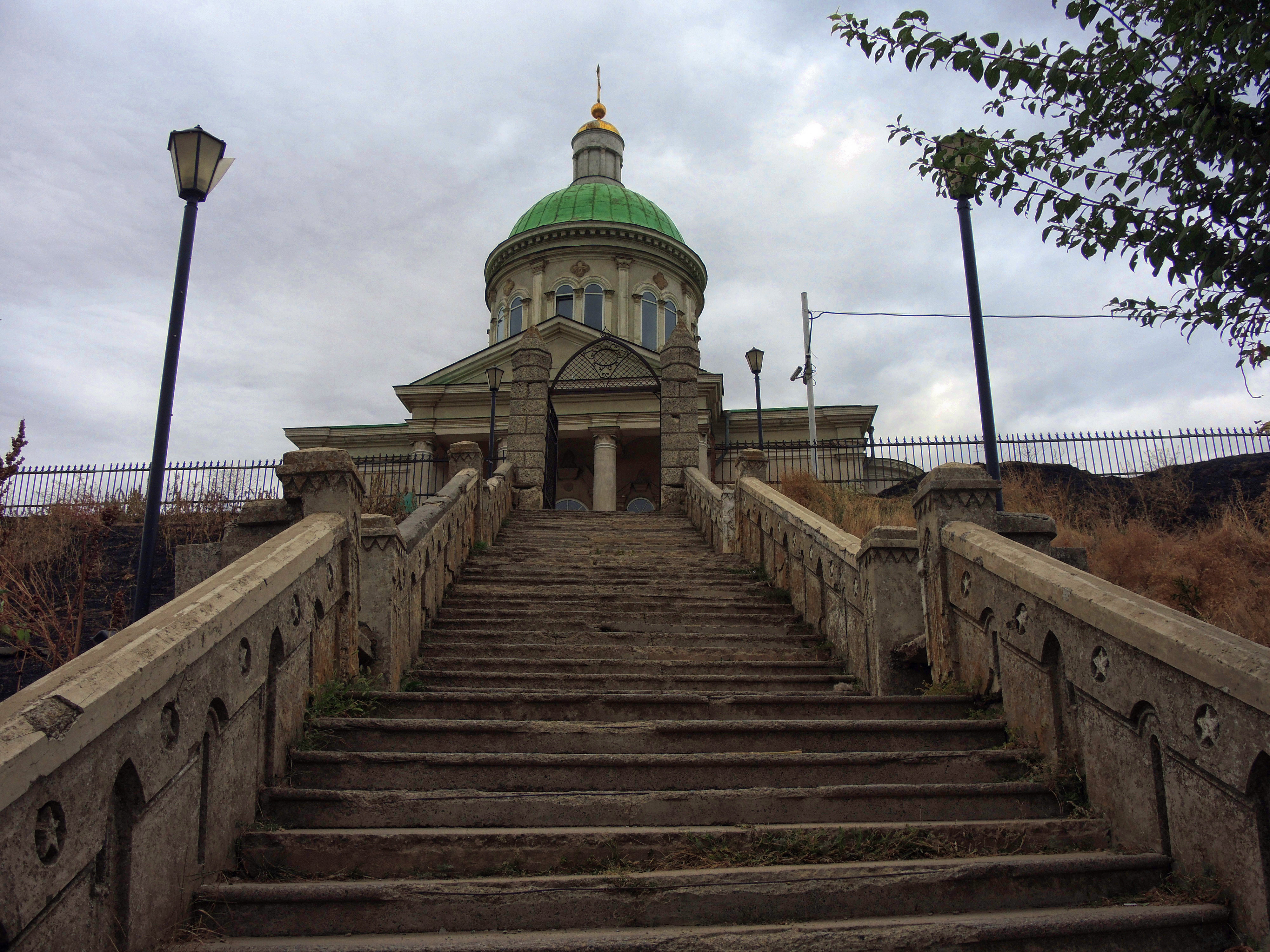
Escalier entre la source et l’église
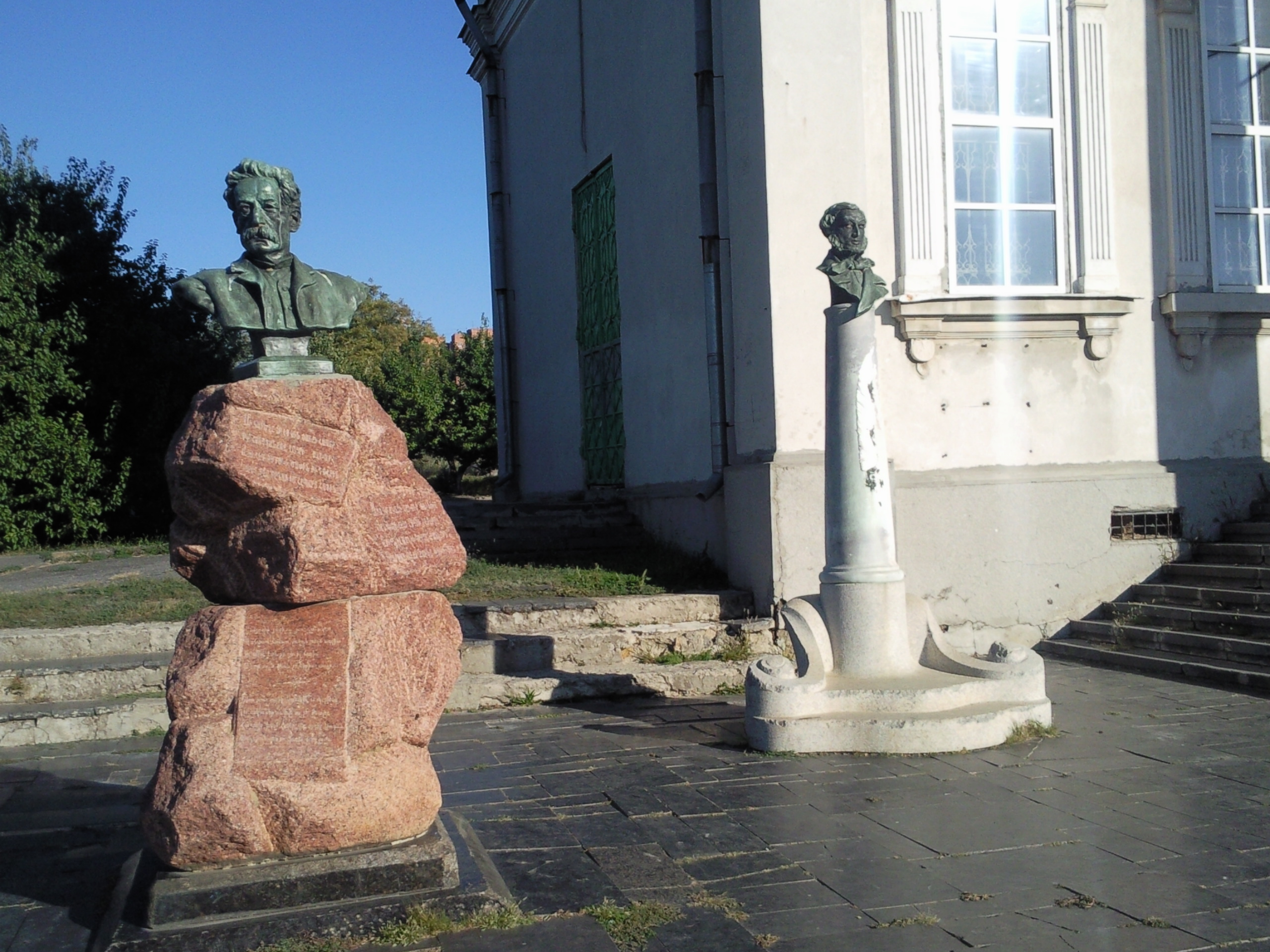
Monuments funéraires de Raphaël Patkanian et Michael Nalbandian
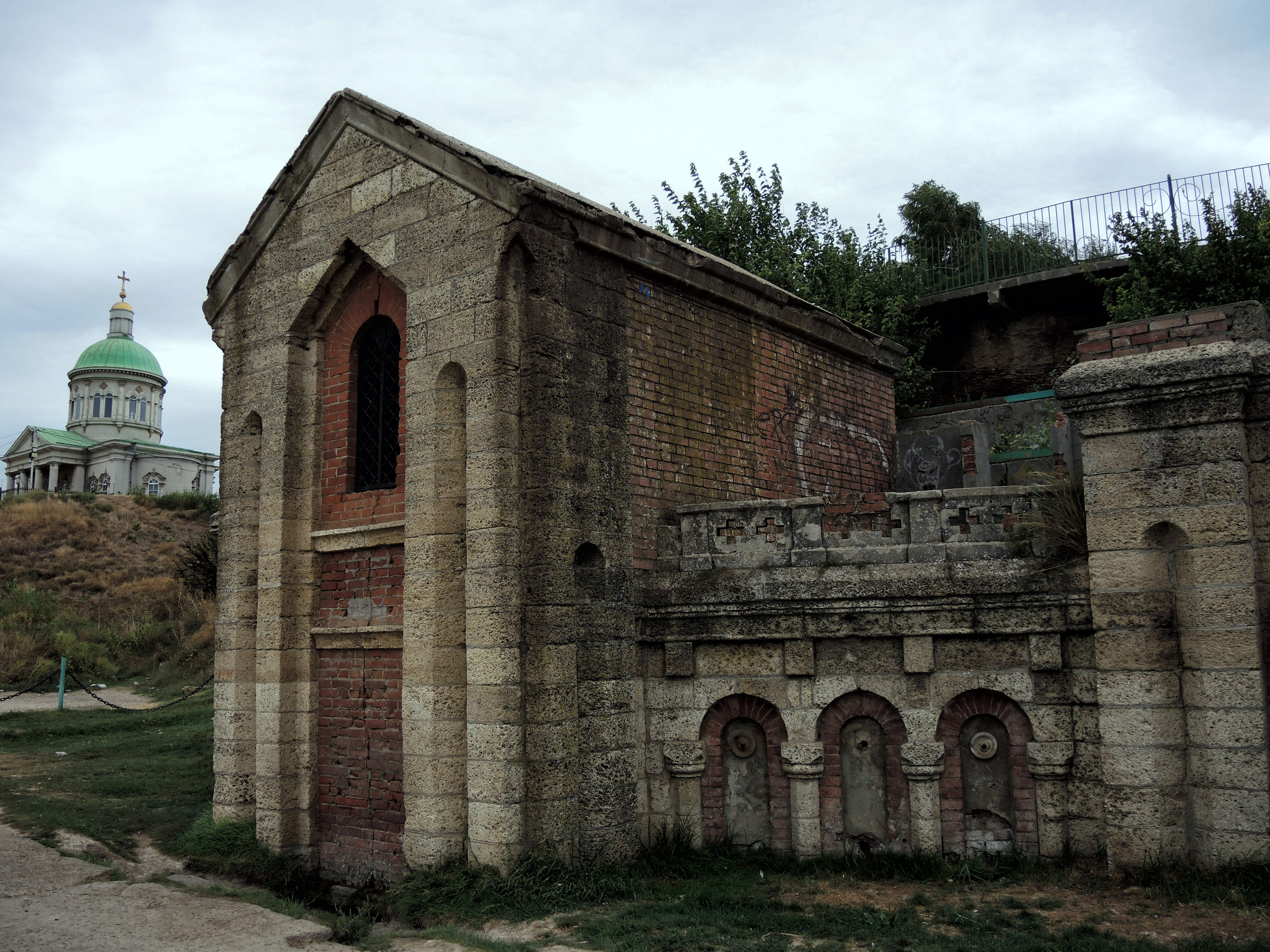
Bâtiment de la source
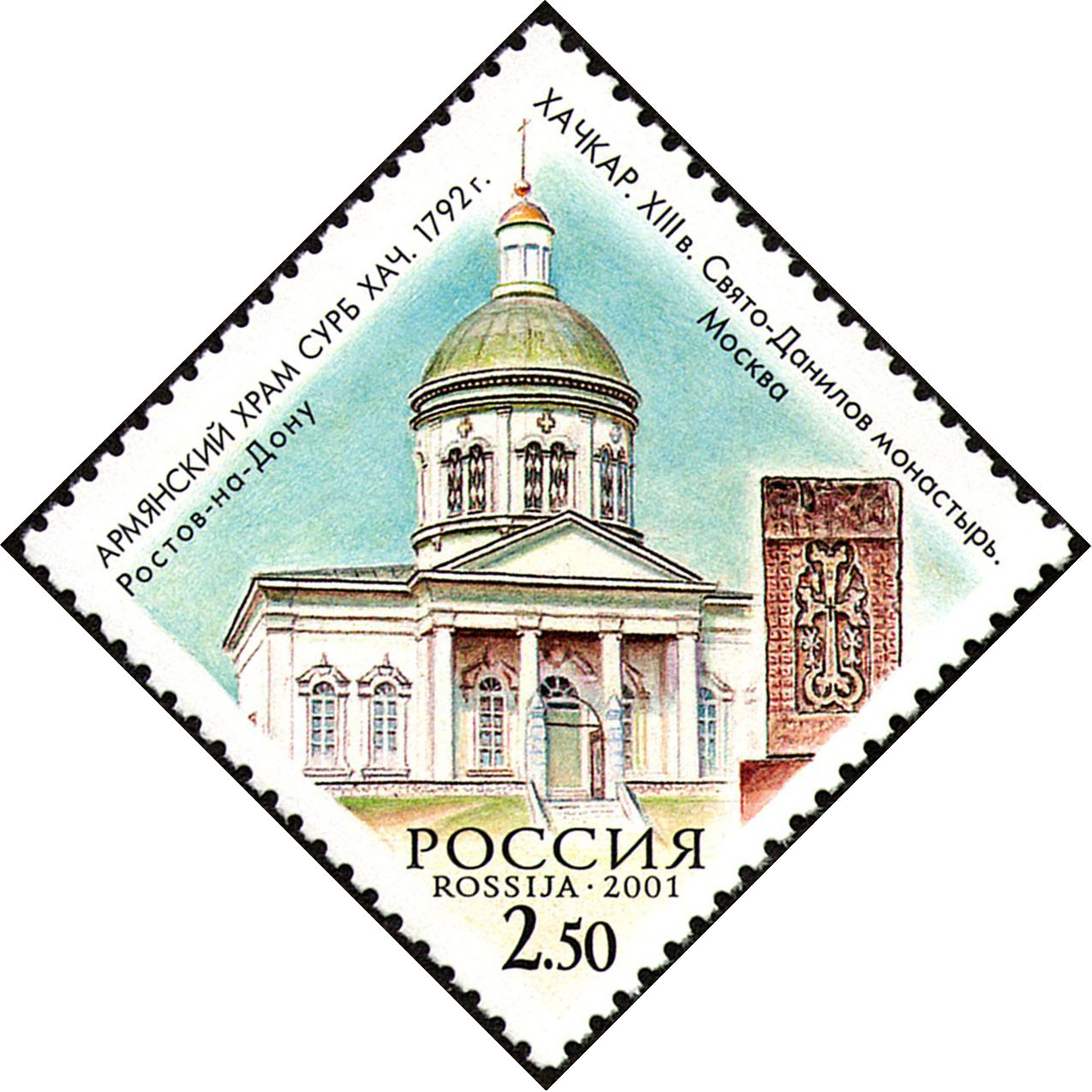
L’église Sainte-Croix sur un timbre russe, 2001